# Вейник седеющий
Ве́йник седе́ющий, или седова́тый, или серова́тый, или Вейник ланце́тный (лат. Calamagróstis canéscens) — многолетнее травянистое растение, вид рода Вейник семейства Злаки, или Мятликовые (Poaceae), произрастающее, как правило, на увлажнённых участках. 
Типовой вид рода Вейник.

## Название
Латинское родовое название встречается ещё у Диоскорида, образовано от двух слов греческого происхождения лат. cálamus. (от др.-греч. κάλαμος — тростник, камыш) и лат. Agróstis (от др.-греч. ἄγρωστις —кормовая трава рода Полевица), что указывает на сходство с этими растениями.
Русское родовое название «вейник» происходит от глагола «веять».
Русское видовое название является переводом латинского эпитета лат. canéscens

## Ботаническое описание

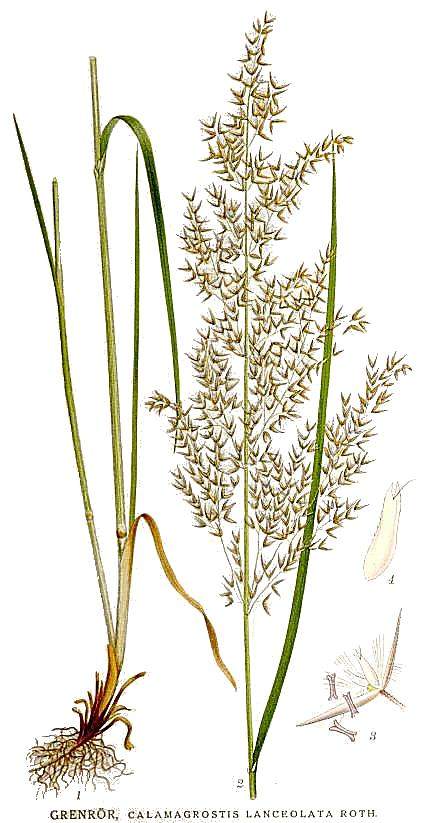
Вейник ланцетный в книге Карла Лінмана «Bilder ur Nordens Flora»

Многолетнее злаковое тёмно-зелёное травянистое растение с тонким прямостоячим ветвящимися в узлах и равномерно облиственным стеблем 60—100 см высотой.
Корневища ползущие, образуют дерновины. Корни тонкие, крепкие, густо покрыты корневыми волосками.
Листья узколинейные, шириной 1,5—4 мм, зелёные, плоские, слегка шероховатые, голые или сверху покрыты длинными тонкими волосками. Язычки 0,5—2,5 мм длиной, тупые.
Соцветие — рыхлая, слегка поникающая метёлка 10—15 см длиной с длинными тонкими веточками. Колоски ланцетные, фиолетовые или буровато-фиолетовые, 4—6 мм длиной. Колосковые чешуи ланцетные, длиннозаострённые. Нижние цветковые чешуи в основании с волосками равными или чуть длиннее их, 2—2,75 мм длиной, широколанцетные, с едва заметной, часто почти отсутствующей остью, отходящей близ её верхушки и не выступающей из колоска. Ось колоска очень короткая (до 0,5 см длиной) или вовсе отсутствует, голая, реже с относительно немногочисленными волосками.
Зерновка продолговатая, слегка яйцевидная, светло-коричневая.
Апомикт. Цветёт в июне, созревает в июле.

## Распространение и экология
Естественный ареал вейника седеющего охватывает территорию всей Европы и умеренных широт Азии, в частности Западной и Восточной Сибири, Кавказа и Турции. На Украине изредка растёт на большей части территории, кроме Крыма. Обыкновенный вид во всех областях Средней полосы России[./Вейник_седеющий#cite_note-_567965529d3faec9-4 [4]].
Широко распространён на сырых пойменных и торфянистых лугах, по берегам озёр, рек, ручьев, на низинных и переходных болотах, в сырых и заболоченных лесах. Может расти даже в литоральному поясе при уровне воды на 0,2 м выше уровня почвы. Часто встречается на междуречье и заболоченных просеках.
Этот вид хорошо растет на рыхлых, хорошо аэрированных, достаточно влажных почвах, не склонных к слишком резких колебаний температуры и влажности в слое, где расположены корневища и где возникают новые корни и побеги. Распространён на глеевых и торфяных почвах разной степени подзолистости.

## Значение и применение
Вейник седеющий — малоценная в кормовом отношении растение, но зелёные листья поедают гуси, а осенью и ранней зимой — зайцы. Растение можно использовать на сено, но скашивать его нужно до цветения, потому что к концу лета оно быстро грубеет. Заготовленное до цветение сено имеет удовлетворительное качество.
Как фитомелиоративное растение рекомендуется для укрепления берегов водоемов. 
Метельчатые соцветия можно использовать для оформления сухих букетов.

## Замечания по охране
Вейник седеющий входит в так называемого «Регионального красного списка сосудистых растений Закарпатской области» — перечня видов сосудистых растений, подлежащих особой охране на территории Закарпатской области.

## Таксономия
Вид Вейник седеющий относится к роду Вейник (Calamagrostis) семейства Злаки, или Мятликовые (Poaceae) порядка Злакоцветные, или Мятликоцветные (Poales) .
Кладограмма в соответствии с Системой APG IV:
|  |                                      |  |                                   |                                   |                 |  | ещё 13 семейств | ещё 13 семейств |                 |  |  |  | еще 178 видов |
|  |                                      |  |                                   |                                   |                 |  | ещё 13 семейств | ещё 13 семейств |                 |  |  |  | еще 178 видов |
|  |                                      |  |                                   | порядок Злакоцветные              |                 |  |                 |                 | род Вейник      |  |  |  |               |
|  |                                      |  |                                   | порядок Злакоцветные              |                 |  |                 |                 | род Вейник      |  |  |  |               |
|  | отдел Цветковые, или Покрытосеменные |  |                                   |                                   | семейство Злаки |  |                 |                 | Вейник седеющий |  |  |  |               |
|  | отдел Цветковые, или Покрытосеменные |  |                                   |                                   | семейство Злаки |  |                 |                 |                 |  |  |  |               |
|  |                                      |  | ещё 63 порядка цветковых растений | ещё 63 порядка цветковых растений |                 |  |                 | ещё 120 родов   | ещё 120 родов   |  |  |  |               |
|  |                                      |  |                                   | ещё 63 порядка цветковых растений |                 |  |                 |                 | ещё 120 родов   |  |  |  |               |

### Синонимы
Гомотипные синонимы:
- Arundo canescens Weber, 1780basionym
- Calamagrostis lanceolata var. canescens (Weber) Asch., 1780